# Real Sociedad Económica Aragonesa de Amigos del País
La Real Sociedad Económica Aragonesa de Amigos del País (littéralement en français : Société économique royale aragonaise des amis du pays), est une institution aragonaise, du siècle des Lumières soutenant la curiosité scientifique de l'Aragon. 
Elle a contribué au progrès des réformes du XVIIIe siècle dans toute l'Espagne à l'exemple d'autres Sociedades económicas de amigos del país (es).

## Histoire
Elle est fondée en 1776, la même année que la Real Sociedad Económica Valenciana de Amigos del País (es), pour enseigner et cultiver les sciences naturelles puisque, en Aragon, l'Université de Saragosse restait paradoxalement éloignée du développement scientifique de l'époque.
Elle réunit sous son égide d'illustres figures aragonaises de l'époque. Ceux-ci, par le paiement de frais, subventionnent l'institution et promeuvent les travaux de recherche et de développement économique dans la seconde moitié du XVIIIe siècle. Ainsi, parmi les illustres partenaires de la société, il y a, entre autres, Ramón Pignatelli (es), Ignacio de Asso, le comte d'Aranda, Juan Antonio Hernández Pérez de Larrea ou Antero Noailles Pérez (es).
Quelques années après sa fondation, en 1792, elle crée l'Académie des Beaux-Arts de San Luis de Saragosse. En 1886, elle fonde la Caja de Ahorros y Monte de Piedad de Zaragoza (es), qui changera plus tard de nom pour devenir la Fundación Ibercaja (es). Elle a également promu l'Exposition aragonaise de 1868 puis celle de 1885. En 1934, elle crée aussi la Feria de Zaragoza (es).
En 2013, l'institution reçoit la Médaille d'Or des Cortes d'Aragon, et l'année suivante, l'œuvre sociale d'Ibercaja, l'une des fondations de la société, organise l'exposition anthologique de son histoire, Pasión por Aragón. La Real Sociedad Económica Aragonesa de Amigos del País.